# Africophilus uzungwai
Africophilus uzungwai là một loài bọ cánh cứng trong họ Bọ nước. Loài này được Holmen miêu tả khoa học năm 1985.